# 安徽省农村信用社联合社
安徽省农村信用社联合社（简称安徽农金，安徽省联社）成立于2004年12月28日，由安徽省内农商行入股组成，根据安徽省人民政府授权，履行对辖内82家农商行管理、指导、协调和服务职能的金融机构。